# Bezirk Radkersburg
Der politische Bezirk Radkersburg war ein politischer Bezirk Österreichs und lag im äußersten Südosten der Steiermark.
Er grenzte im Westen und Norden an die steirischen Bezirke Leibnitz und Feldbach und im Osten und Süden an die slowenische Pomurska. Die höchste Erhebung des ehemaligen Bezirkes ist der Königsberg (462 m) in der Gemeinde Tieschen. 
Im Zuge der Reorganisation der steirischen Bezirkshauptmannschaften wurde der Bezirk zum 1. Jänner 2013 mit dem Bezirk Feldbach zum Bezirk Südoststeiermark fusioniert. 

## Angehörige Gemeinden
Der Bezirk Radkersburg umfasste 19 Gemeinden, darunter zwei Städte und sechs Marktgemeinden.

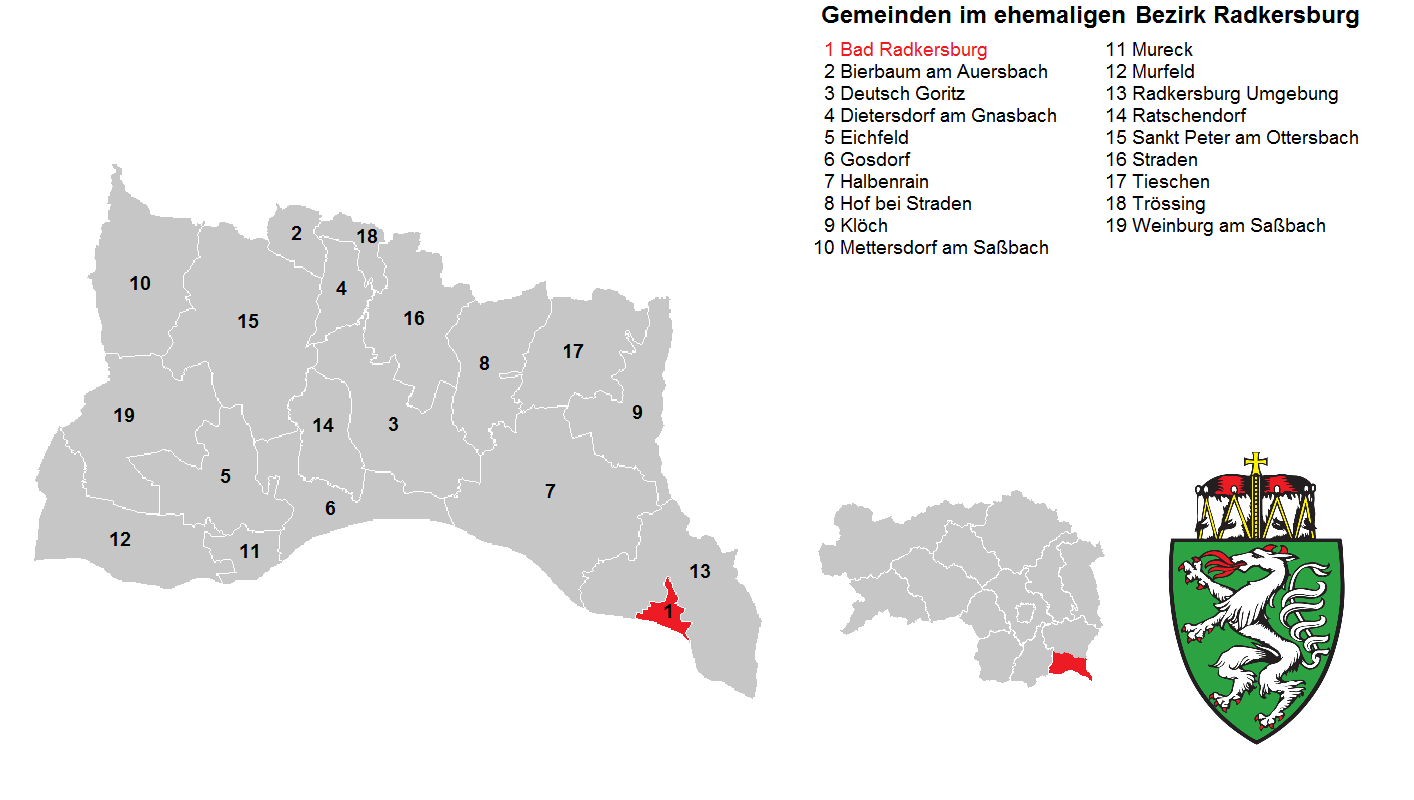